# François Farout
Pour les articles homonymes, voir Farout.
François Farout (né le 11 juin 1963 à Amiens) est un ancien joueur de tennis de table français.

## Carrière
Après de nombreux titres nationaux en cadets et juniors, François Farout a été sacré à trois reprises champion de France de tennis de table en 1985 et 1986 en double messieurs (associé à Jacques Secrétin) et en double mixte en 1985 (associé à Patricia Germain).
Il a été sélectionné 138 fois en équipe de France. Au niveau international, il a notamment remporté l'Open de Tunisie en 1983.
Il fut champion d'Europe par équipe en 1984 et participa à trois reprises au championnat du monde de tennis de table, avant d'arrêter prématurément sa carrière sportive internationale en 1988 à l'âge de 25 ans. 
François Farout se reconvertit alors dans les milieux financiers. Il est commis à la bourse de Paris avant de se lancer dans la gestion de patrimoine et le courtage d'assurances au début des années 1990. Le cabinet qui porte son nom (www.cabinet-farout.fr) possède aujourd'hui 2 agences. Il opère parallèlement plusieurs diversifications dans la défiscalisation immobilière (Lithos Patrimoine Conseil), l'art (Galerie d'abondance) et l'activité de marchand de biens.
François Farout est également à titre privé médiateur bénévole (www.mediateursdusud.com) et pilote d’hélicoptère.
François Farout a gardé longtemps un lien avec son sport d'origine : il a en effet tourné avec Jacques Secrétin, Patrick Renversé et le chinois Li Jian Min dans un spectacle humoristique (www.music-ping-show.com) qui retraçait l'histoire de l'humanité à travers une balle de ping-pong propulsée par une machine à remonter le temps dont l'inventeur était un savant fou : le professeur ping-fu, campé par le comédien Patrick Mozola. L'orchestration musicale de ce show était assurée par Jean-Marc Boiteux, créateur et fondateur de la société internationale Musicjag. Le décès de Jacques Secrétin survenu le 24 novembre 2020 a mis un terme à ce spectacle.

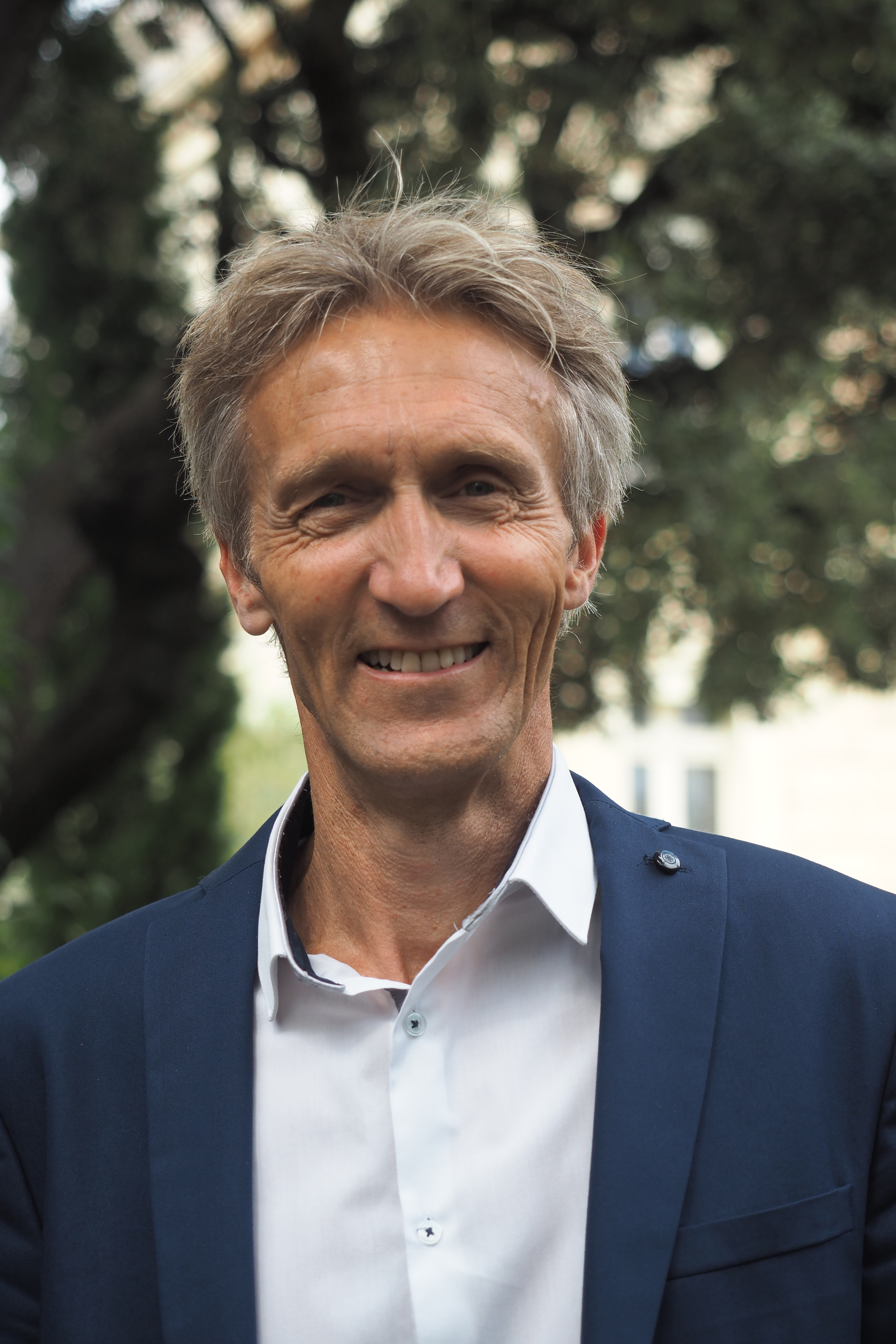